# Sepsi Sfântu Gheorghe
Asociația Club Sportiv Sepsi OSK din Sfântu Gheorghe, cunoscut sub numele de Sepsi OSK, Sepsi Sfântu Gheorghe, sau pe scurt Sepsi, este un club profesionist de fotbal din Sfântu Gheorghe, județul Covasna, România ce evoluează în prezent în Liga a II-a. A promovat pentru prima oară în prima ligă din România de pe locul al doilea al Ligii a II-a în sezonul 2016-2017. De asemenea, a câștigat ediția 2021-2022 a Cupa României, după finala câștigată cu 2–1 în fața echipei FC Voluntari.
Culorile tradiționale ale clubului sunt alb și roșu, alb-roșii disputându-și meciurile de acasă pe Stadionul Sepsi, care are o capacitate de 8.400 de locuri. Echipa se bucură de o susținere majoritară din partea secuilor/etnicilor maghiari care reprezintă majoritatea populației din județul Covasna.

## Istoric

### Primii ani (2011-2017)
Începuturile Sepsi OSK datează din luna iunie a anului 2011, când doi prieteni – László Diószegi și Kertész Dávid – au decis să treacă la înfăptuirea unui vis pe care îl aveau: acela de a fonda în municipiul de reședință a județului Covasna un club profesionist de fotbal, orientat către marea performanță. Cu ocazia stabilirii elementelor de identificare ale noului club (culori, denumire), pentru a respecta tradițiile fotbalului din Sfântu Gheorghe, s-au oprit asupra culorilor roșu și alb, iar la fel, privind în trecut, le-a venit ideea ca numele clubului să fie OSK (prescurtare de la Olt Sport Klub – vechea echipă din Sfântu Gheorghe). La aceasta, s-a adăugat numele de Sepsi (numele fostului scaun secuiesc cu reședința la Sfântu Gheorghe) și astfel a luat naștere numele asociației: Sepsi OSK. „Roș-albii” sunt din anul 2017 prima și deocamdată singura echipă din județul Covasna care a promovat în eșalonul de frunte al fotbalului românesc (Superliga României).
Pe lângă activitățile specifice (vânzare de bilete și drepturi TV), clubul este finanțat și de guvernul Ungariei, care asigură fonduri pentru școala de copii și juniori a clubului. Ca ultim pas în devenirea pe deplin un club profesionist în 2017, clubul a început o serie de investiții în infrastructură, care au inclus crearea unor terenuri de antrenament pentru centrul său de tineret și construirea unui stadion UEFA Categoria 4 . 

### Anii în prima ligă (2017-2025)
În anii care au urmat promovării, Sepsi OSK a reușit să rămână în Liga I, calificându-se pentru prima dată în play-off-ul campionatului în sezonul 2018-19. În vara anului 2020, s-au calificat pentru prima dată în finala Cupei României, pe care au pierdut-o cu 0-1 împotriva formației FCSB pe stadionul Ilie Oană din Ploiești. Pe drumul spre ultimul joc al competiției, Sepsi a eliminat Ripensia Timișoara, Astra Giurgiu, Petrolul Ploiești și Politehnica Iași; în toate cele cinci meciuri, cu excepția unuia, „secuiții” au marcat cel puțin trei goluri.
În sezonul 2020–21, Sepsi a intrat în play-off-ul campionatului pentru a doua oară în istoria lor. Au terminat pe locul patru calificându-se în UEFA Conference League, prin faptul că locul 3, CS Universitatea Craiova, a câștigat Cupa României și au învins Viitorul Constanța cu 1–0 în barajul pentru cupele europene, ceea ce a însemnat că vor participa pentru prima dată la competițiile europene. Sepsi a fost remizat împotriva echipei slovace Spartak Trnava în turul doi al UEFA Conference League, dar a fost eliminat din cauza unei înfrângeri de 3–4 la loviturile de departajare după două remize.
Clubul și-a asigurat din nou un loc european la sfârșitul campaniei 2021–22 prin câștigarea finalei Cupei României — mijlocașul stânga Marius Ștefănescu a marcat o dublă pentru a aduce Sepsi o victorie cu 2–1 în fața lui FC Voluntari pe Stadionul Rapid-Giulești din București. Clubul a câștigat Supercupa României 2022 cu același scor împotriva campioanei ligii I CFR Cluj.
Sezonul 2022–2023 a adus repetarea performanței: câștigarea Cupei României după finala cu FC Universitatea Cluj (0–0, și câștigată la lovituri de departajare datorită intervențiilor portarului Roland Niczuly), urmată de câștigarea Supercupei după 1–0 cu campioana FCV Farul Constanța.
În 18 mai 2025, Sepsi OSK a suferit o înfrângere cu 2-1 în fața AFC Unirea Slobozia, confirmând retrogradarea lor din Liga I. Clubul a terminat pe locul 15 din 16 echipe în sezonul 2024-25 și a retrogradat în Liga II după opt sezoane consecutive în primul eșalon al fotbalului românesc.

## Palmares

### Național

#### Ligi
```
  
Liga I
```

 Locul 4 (1): 2020–2021
```
  
Liga a II-a
```

 Locul 2 (1): 2016–2017
```
  
Liga a III-a
```

 Câștigătoare (1): 2015–2016
```
  
Liga a IV-a Covasna
```

 Câștigătoare (1): 2013–2014
 Locul 2 (1): 2012–2013
```
 
Liga a V-a Covasna
```

 Câștigătoare (1): 2011–2012

#### Cupe
```
 
Cupa României
```

 Câștigătoare (2): 2021–2022, 2022–2023
 Finalistă (1): 2019–2020
```
 
Supercupa României
```

Câștigătoare (2): 2022, 2023

### Parcursul competițional
| Sezon   | Nivel | Divizie            | Poziție | Cupa României |
| ------- | ----- | ------------------ | ------- | ------------- |
| 2025–26 | 2     | Liga a II-a        | TBD     | TBD           |
| 2024–25 | 1     | SuperLiga României | 15 (R)  | Faza grupelor |
| 2023–24 | 1     | SuperLiga României | 5       | Faza grupelor |
| 2022–23 | 1     | SuperLiga României | 6       | Câștigătoare  |
| 2021–22 | 1     | Liga I             | 7       | Câștigătoare  |
| 2020–21 | 1     | Liga I             | 4       | Șaisprezecimi |
| 2019–20 | 1     | Liga I             | 9       | Finală        |
| 2018–19 | 1     | Liga I             | 6       | Sferturi      |

| Sezon   | Nivel | Divizie                | Poziție | Cupa României |
| ------- | ----- | ---------------------- | ------- | ------------- |
| 2017–18 | 1     | Liga I                 | 9       | Șaisprezecimi |
| 2016–17 | 2     | Liga a II-a            | 2       | Șaisprezecimi |
| 2015–16 | 3     | Liga a III-a (Seria I) | 1       | Turul trei    |
| 2014–15 | 3     | Liga a III-a (Seria I) | 3       | Turul trei    |
| 2013–14 | 4     | Liga a IV-a (CV)       | 1       |               |
| 2012–13 | 4     | Liga a IV-a (CV)       | 2       |               |
| 2011–12 | 5     | Liga a V-a (CV)        | 1       |               |

| Conference League : - Play-off (1): 2023-2024 |

## Sepsi Sf. Gheorghe în competițiile internaționale
| UEFA Conference League 2021-2022 |      |                    |
| Turul 2                          |      |                    |
| Spartak Trnava                   | 0-0  | Sepsi OSK          |
| Sepsi OSK                        | 0-0* | Spartak Trnava     |
| UEFA Conference League 2022-2023 |      |                    |
| Turul 2                          |      |                    |
| Sepsi OSK                        | 3-1  | Olimpija Ljubljana |
| Olimpija Ljubljana               | 2-0* | Sepsi OSK          |
| Turul 3                          |      |                    |
| Sepsi OSK                        | 1-3  | Djurgårdens        |
| Djurgårdens                      | 3-1  | Sepsi OSK          |
| UEFA Conference League 2023-2024 |      |                    |
| Turul 2                          |      |                    |
| ȚSKA Sofia                       | 0-2  | Sepsi OSK          |
| Sepsi OSK                        | 4-0  | ȚSKA Sofia         |
| Turul 3                          |      |                    |
| Sepsi OSK                        | 1-1  | Aktobe             |
| Aktobe                           | 0-1  | Sepsi OSK          |
| Play-off                         |      |                    |
| Sepsi OSK                        | 2-2  | Bodø/Glimt         |
| Bodø/Glimt                       | 3-2  | Sepsi OSK          |

### Bilanț general
| Competiție                    | Ap | M  | V | E | Î | GM | GP | DG |
| ----------------------------- | -- | -- | - | - | - | -- | -- | -- |
| UEFA Europa Conference League | 3  | 12 | 4 | 4 | 4 | 17 | 15 | +2 |

## Stadion

### Stadionul Municipal
Sepsi OSK și-a desfășurat jocurile pe teren propriu pe stadionul municipal din Sfântu Gheorghe. Situat în cartierul Simeria, are o capacitate de 5.200 de locuri. După promovarea în Superliga României a Sepsi OSK, stadionul municipal nu a îndeplinit cerințele de licențiere din SuperLiga României. Drept urmare, Sepsi OSK a fost forțat să organizeze toate jocurile de acasă din toamna anului 2017 pe Stadionul Silviu Ploeșteanu din Brașov  și primele două jocuri pe teren 2018 din stadionul Ilie Oană din Ploiești .
Între timp, structura standului a fost fortificată pentru a sprijini cabinele TV-radio în 2017. De asemenea, capacitatea locurilor a fost mărită în același an, cu 1.500 de locuri donate Sepsi OSK de pe demolatul stadion Ferenc Puskás. Vechiul sistem de proiectoare DAC a fost, de asemenea, donat Sepsi OSK și instalat pe stadion în 2018.  Drept urmare, Sepsi OSK a putut juca primul său joc de Superliga României din Sfântu Gheorghe pe 19 martie 2018.  Proprietatea stadionului a fost transferată de la Ministerul Tineretului și Sportului din România către Consiliul municipal din Sfântu Gheorghe în 2019.

### Stadionul Sepsi
Stadionul Sepsi sau Arena Sepsi OSK este un stadion de Categoria 4 UEFA cu o capacitate de 8.450 de locuri. Construcția noului stadion a pornit pe un lot aproape de Sepsi Arena, în vara anului 2019. Stadionul a fost inaugurat pe 16 octombrie 2021, într-un meci din etapa a XII-a a Ligii I 2021-2022, cu ocazia meciului dintre Sepsi OSK și FC Voluntari. Stadionul a costat 25 de milioane de euro.

## Suporteri
Fiind prima echipă din județul Covasna - un județ cu o majoritate de secui etnici / maghiari - care a reușit să promoveze categoria de vârf a fotbalului românesc , Sepsi OSK este larg sprijinit în rândul maghiarilor. În sezonul 2018-19, participarea la meciurile de acasă a fluctuat între 2.000 și 3.500, cu o medie de 2.682 de spectatori pe meci.
Singurul grup de susținători organizați cunoscut al clubului se numește Székely Légió, care este maghiară pentru Székely Legion. Grupul își are originea în susținătorii defunctului Olt Sport Klub din anii 1970.  Membrii grupului sunt cunoscuți pentru că își arată sprijinul pentru Sepsi OSK prin cântarea înainte, în timpul și după meci, indiferent de rezultat.

## Proprietate și finanțe
Cofondatorul și actualul proprietar László Diószegi este un antreprenor care conduce lanțul de brutării Diószegi. După ce a început cu o brutărie deschisă în Sfântu Gheorghe de familia sa și un alt asociat în anii 1990, afacerea a crescut pentru a vinde produse de panificație prin mai multe magazine din România și Anglia.
În comparație cu alte echipe din Liga I la sfârșitul anului 2019, Sepsi OSK s-a remarcat, de departe, cu cele mai mari venituri obținute din acorduri de sponsorizare corporativă și având cele mai puține datorii.  Lista companiilor care au sau au avut acorduri de sponsorizare cu Sepsi OSK include Gyermelyi, OTP Bank și MOL .
Sepsi OSK a primit în total 2 miliarde de forinți maghiari în cursul anului 2017 și 2018 de către guvernul maghiar pentru a fi utilizat pentru dezvoltarea infrastructurii cluburilor, contribuind astfel cu aproximativ 6 milioane EUR la construirea unui centru de tineret și a unui nou stadion.

## Managerii din istoria clubului
| - 2011 László Kulcsár - 2013 Valentin Suciu - 2017 Sándor Nagy (C) - 2017 Eugen Neagoe | - 2019 Marin Barbu (C) - 2019 Csaba László - 2019 Leontin Grozavu |

## Lotul actual
La 3 august 2025.
| Nr. |          | Poziție | Jucător            |
| --- | -------- | ------- | ------------------ |
|     | Slovacia | F       | Branislav Niňaj⁠(d) |
|     | România  | M       | Nicolae Păun       |
|     | România  | P       | Szilárd Gyenge⁠(d)  |
|     | România  | M       | Cosmin Matei       |
|     | România  | F       | Bogdan Oteliță⁠(d)  |
|     | România  | F       | Darius Oroian⁠(d)   |
|     | Croația  | F       | Matej Šimić⁠(d)     |
|     | Ungaria  | F       | Márk Tamás⁠(d)      |
|     | Ungaria  | M       | Dávid Sigér⁠(d)     |
|     | Elveția  | A       | Dimitri Oberlin⁠(d) |

| Nr. |         | Poziție | Jucător               |
| --- | ------- | ------- | --------------------- |
|     | România | P       | Roland Niczuly        |
|     | România |         | Sebastian Mailat      |
|     | Albania | M       | Sherif Kallaku⁠(d)     |
|     | România | A       | Marius Coman⁠(d)       |
|     | România | F       | Denis Haruț           |
|     | România | F       | Alin Dobrosavlevici   |
|     | România | M       | Marian Drăghiceanu⁠(d) |
|     | Israel  | F       | Nir Bardea⁠(d)         |
|     | Croația | A       | Gabriel Debeljuh      |

### Jucători împrumutați
| Nr. |         | Poziție | Jucător                         |
| --- | ------- | ------- | ------------------------------- |
|     | România |         | Denis Rența⁠(d) (la CSM Focșani) |

## Oficialii clubului
| Rol                        | Nume            |
| -------------------------- | --------------- |
| Președinte                 | László Diószegi |
| Vice presedinte            | Dávid Kertész   |
| Administrator              | Cornel Șfaițer  |
| Director general           | Attila Hadnagy  |
| Șef de ordine și siguranță | János Rendi     |
| Ofițer de presă            | Edit Kiss       |
| cercetaș                   | Endre Mátyás    |
| organizator de evenimente  | Attila Czine    |
| Șef de secretar            | Elvira Török    |

| Rol                    | Nume                                          |
| ---------------------- | --------------------------------------------- |
| Antrenor principal     | Liviu Ciobotariu                              |
| Antrenori secunzi      | Róbert Ilyés László Kulcsár Luigi Ciarlantini |
| Antrenor cu portarii   | Cornel Cernea                                 |
| Preparatori fizici     | Ovidiu Chiribici Ionel Colonel                |
| Coordonator tehnic     | Gyula Berecz                                  |
| Doctorul clubului      | Gheorghe Popa                                 |
| Maseuri                | Cătălin Gheța Leonard Silișteanu              |
| Magazioner             | Attila Nistor                                 |
| Manager centru tineret | Lóránt Veress                                 |

| Rang | Jucător         | Perioadă  | Ligă | cupa | Total |
| ---- | --------------- | --------- | ---- | ---- | ----- |
| 1    | Roland Niczuly  | 2016–     | 136  | 8    | 144   |
| 2    | Gabriel Vașvari | 2018–     | 98   | 9    | 107   |
| 3    | Florin Ștefan   | 2018–2021 | 80   | 7    | 87    |
| 4    | István Fülöp    | 2017–     | 80   | 6    | 86    |
| 5    | Pavol Šafranko  | 2019–2021 | 68   | 5    | 73    |

| Rang | Jucător         | Perioadă  | Ligă | Cupa | Total |
| ---- | --------------- | --------- | ---- | ---- | ----- |
| 1    | Attila Hadnagy  | 2016–2019 | 33   | 0    | 33    |
| 2    | István Fülöp    | 2017–     | 15   | 2    | 17    |
| 2    | Pavol Šafranko  | 2019–2021 | 17   | 0    | 17    |
| 4    | Ibrahima Tandia | 2018–2019 | 16   | 0    | 16    |
| 4    | Gabriel Vașvari | 2018–     | 16   | 0    | 16    |